# Трайскірхен
Трайскірхен (нім. Traiskirchen) — місто в Австрії, в федеральній землі Нижня Австрія, у окрузі Баден.

## Географія
Місто розташоване за 20 км на південь від австрійської столиці — Відня. Знаходиться на висоті 200 м над рівнем моря.